# Poğaça

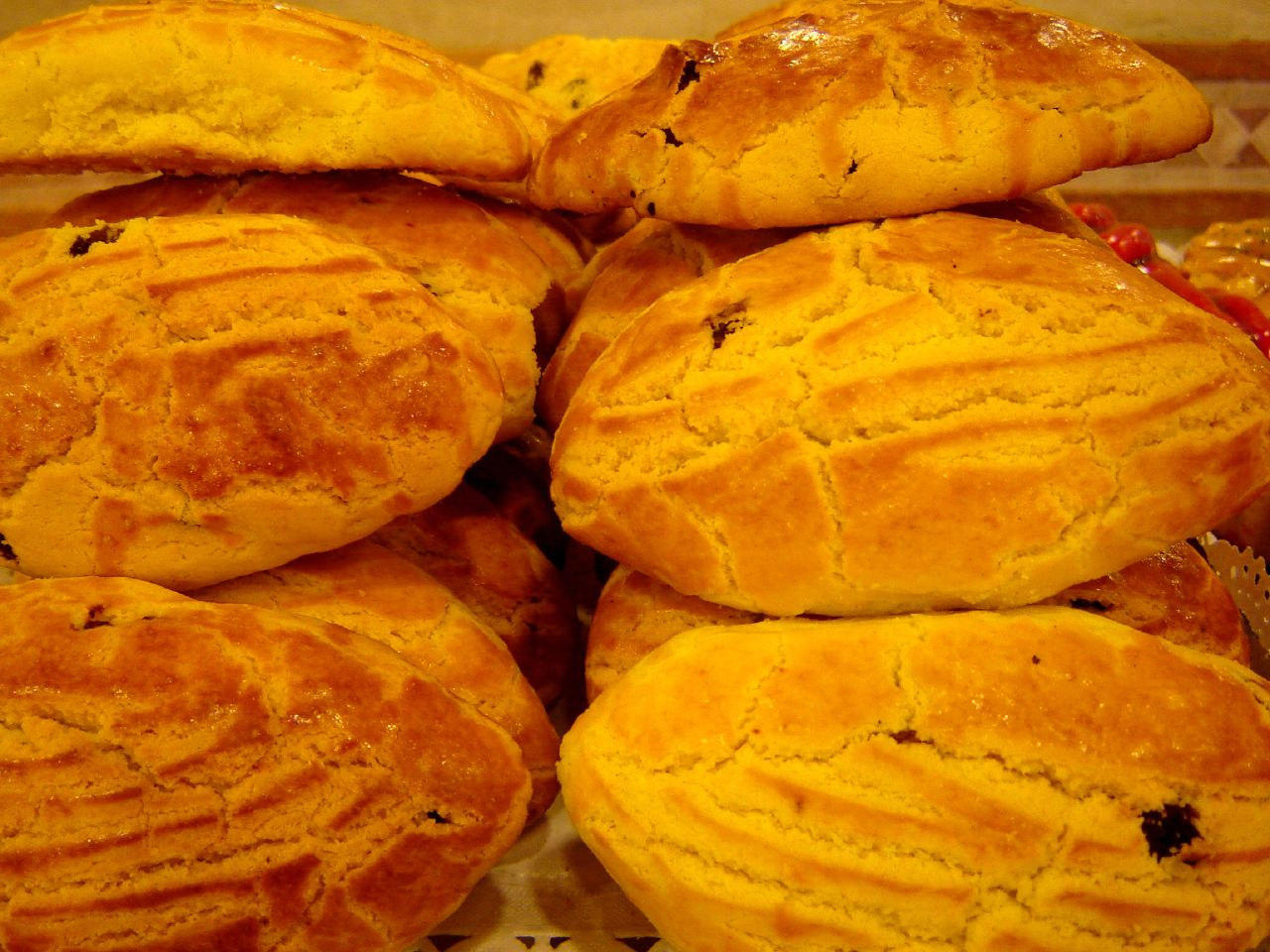
Poğaça, foto por la turca Başak.

La poğaça, pogača, pogácsa o pogacha (cirílico: Πогача) es un tipo de pan que se suele encontrar con ciertas variaciones locales en Bosnia y Herzegovina, Bulgaria, Croacia, Eslovenia, Hungría, Macedonia, Serbia, Montenegro y Turquía. Ha sido difundida en los Balcanes y Centroeuropa por los turcos durante el Imperio otomano. Se denomina pogácsa en Hungría y pogatschen en Austria. Este tipo de pan tiene unos orígenes inciertos, aunque se puede ver ciertas similitudes con otras variedades en Europa como puede ser la focaccia en Italia, la fougasse en Francia, y la hogaza en España. 

## Etimología
El origen de la palabra viene de focaccio italiano, que significa pan hecho al fuego, y se remonta al focus (hoguera) del Idioma latín medieval.

## Servir
La pogača se suele servir a veces como un aperitivo caliente en lugar de un simple pan (que suele acompañar a los platos). La pogača se rellena con crema ácida y es considerado una delicia en algunos lugares.

## Variedades

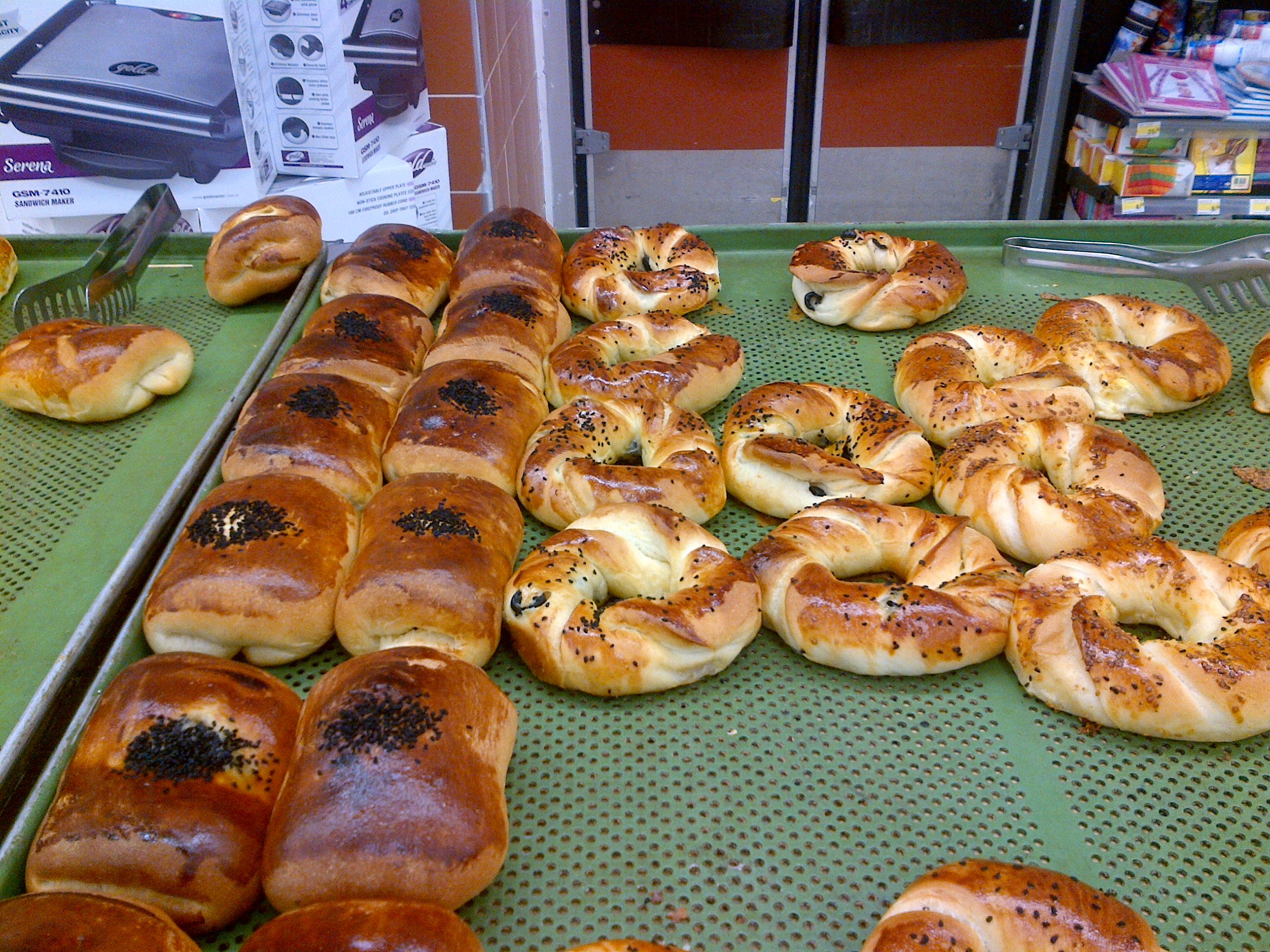
Poğaças adornadas con semillas de "çörekotu", a la izquierda de la bandeja, en un supermercado turco.

En la cocina turca las poğaças se pueden hacer con una serie de rellenos como aceitunas, queso blanco turco o nueces. En la foto unas poğaças con aceitunas, junto a unas "açma" también de aceitunas.